# کرگزی (میرجاوه، یک)
کرگزی روستایی در دهستان حومه بخش مرکزی شهرستان میرجاوه استان سیستان و بلوچستان ایران است. بر پایه سرشماری عمومی نفوس و مسکن در سال ۱۳۹۰ جمعیت این روستا ۷۵ نفر (در ۱۶ خانوار) بوده است.